# Alaskacephale
Alaskacephale is een geslacht van plantenetende ornithischische dinosauriërs behorend tot de Pachycephalosauria dat in het Krijt leefde in het gebied van het huidige Alaska.

## Vondst en naamgeving
Op 16 juli 1999 werd door Anthony Fiorillo en David W. Norton op een smal rivierstrand aan de noordkust van Alaska, het Clam Beach nabij de monding van de Colville River in North Slope County, een stuk schedel gevonden van een pachycephalosauriër. In eerste instantie werd dit gedetermineerd als een fossiel van Pachycephalosaurus. Later realiseerde men zich dat het daarvoor te oud was en een nog onbekende soort moest vertegenwoordigen. In 2005 werd deze in de literatuur gemeld, als de eerste pachycephalosauriër die uit Alaska bekend was, en beschreven door Roland Gangloff die het taxon echter nog niet benoemde.
De typesoort Alaskacephale gangloffi is in 2006 benoemd en beschreven door Robert Sullivan. De geslachtsnaam bevat het Oudgrieks kephalè, "hoofd", een gebruikelijk achtervoegsel in de namen van de groep van de pachycephalosauriërs, en verbindt dit met de plaats van herkomst, Alaska. De soortaanduiding eert R.A. Gangloff.
De vondst, holotype UAMAK-493-V-001, is gedaan uit de Prince Creek Formation die volgens het artikel uit 2006 dateert uit het late Campanien. Argondatering had een absolute leeftijd van tweeënzeventig tot eenenzeventig miljoen jaar opgeleverd wat na recentere calibraties in het vroege Maastrichtien valt. Het holotype bestaat uit een enkel schedelbeen: het linker os squamosum. Dat lijkt wat mager om een heel nieuw geslacht op te baseren, maar er bestaat ook nog een onbeschreven gedeeltelijk skelet in het bezit van een verzamelaar. Het lijkt volgens Sullivan sterk op Dracorex maar dan zonder de extreem lange schedeluitsteeksels. Dit heeft de paleontoloog Thomas Holtz al doen speculeren dat het zou gaan om een geval van seksuele dimorfie: het verschil zou niet dat tussen twee soorten zijn maar tussen twee seksen binnen één soort.

## Beschrijving

### Grootte en onderscheidende kenmerken
In 2005 werd de soort geschat op driekwart van de lengte van Prenocephale prenes.
Volgens Sullivan heeft Alaskacephale twee onderscheidende kenmerken. Er lopen twee rijen knobbels op het squamosum die elkaar naderen naar de middenlijn toe. De knobbels op het squamosum hebben veelhoekige bases en uitstekende punten.
Een derde eigenaardigheid die Gangloff vermeldde, was dat het quadratum en het squamosum een vrij vooraan gelegen onderlinge beennaad zouden hebben gehad met een zigzagprofiel net als bij Pachycephalosaurus. Volgens Sullivan gaat het echter om een breuk in het fossiel en hebben alle bekende pachycephalosauriërs een meer naar achteren gelegen driehoekig raakvlak, Pachycephalosaurus inbegrepen.

### Het squamosum
Het squamosum, de achterhoek van het schedeldak vormend, heeft een hoogte van 56,3 tot 68,2 millimeter en een breedte van 42,9 tot 64,9 millimeter. De dikte van de beenwand, dus naar voren de schedel in, varieert van 15 millimeter bij het nekplateau tot 40,5 millimeter waar het squamosum overloopt in de beenkoepel. Er zijn twaalf knobbels aanwezig waarvan er negen vrijwel compleet zijn. De vier grootste vormen een horizontale rij die naar boven toe ontspruit uit een horizontale groeve die de bovenkant van de nekkam begrenst. Ze hebben een veelhoekige basis die min of meer een staande rechthoek benadert. Hun punten zijn scherp zodat ze de vorm krijgen van piramides. Deze zijn nauw aaneengesloten. De middelste knobbel is het grootst, achttien bij twintig millimeter metend. De punten liggen boven het centrum van het ondervlak zodat de knobbels naar boven gericht zijn. Deze morfologie verschilt nogal van de knobbels bij andere pachycephalosauriërs die meer kegelvormig zijn, vaak uit elkaar staan en minder fraaie rijtjes vormen. Boven deze onderste rij ligt een tweede rij van kleinere piramides. Deze zijn symmetrischer, met de punt vrijwel precies in het midden. Hun ondervlakken zijn vijfhoekig of zeshoekig. De rij begint middenin vlak boven de op een na middelste knobbel van de onderste rij. Vandaar uit loopt de bovenste rij schuin naar boven onder een hoek van 30°. Aan de uiterste linkerzijde van het bewaarde fossiel vult een losse knobbel de ruimte tussen de rijen op. Boven de bovenste rij zet het squamosum zich voort als het begin van de beenkoepel, onder een hoek van 35° oprijzend. Helemaal onderaan is een stuk nekkam bewaard met in de onderzijde een trog voor de aanhechting van de nekspieren.

## Fylogenie
Gangloff plaatste de vorm in 2005 in de Pachycephalosaurinae. Volgens Sullivan is dit een onnodig begrip, gebaseerd op een ongefundeerd gebleken onderscheid tussen plathoofdige en bolhoofdige pachycephalosauriden, en hij plaatste Alaskacephale slechts in de ruimere Pachycephalosauridae.
Gangloff vermoedde een nauwe verwantschap met Pachycephalosaurus. Daarbij stelde hij dat het zo noordelijk voorkomen van de soort bewees dat pachycephalosauriërs redelijk tegen de kou konden en dus over een landbrug ter hoogte van de Beringstraat van Azië naar Noord-Amerika konden migreren.